# Ліхтенштейнська гімназія
Ліхтенштейнська гімназія (нім. Liechtensteinisches Gymnasium; англ. Liechtenstein Secondary School) — середній навчальний заклад, розташований у столиці князівства Ліхтенштейн, місті Вадуц.
Гімназія заснована братами-маристиянами у 1937 році як приватна школа «Колегія Марінаріум» (нім. Collegium Marianum). З кінця 1960-х років двері гімназії відкрилися і для дівчат (до цього часу гімназія була чоловічим навчальним закладом).
З 1981 року є державним навчальним закладом.
Із середини 1980-х років чисельність учнів гімназії постійно зростає і на сьгоднішній день становить 720 учнів. Середній розмір початкових класів становить 20,7 учнів, старших — 17 учнів.

## Структура

### Нижчий рівень
Нижчий рівень (нім. Unterstufe) гімназії охоплює себе перші три роки навчання (6-8 класи), які відповідають підрівням US1, US2 та US3 відповідно.
Учні середньої (реальної) школи можуть поступити до гімназії:
- після 1 року навчання у реальній школі — на 2-й навчальний рік гімназії (US2)
- після 3 року навчання у реальній школі — на 4-й навчальний рік гімназії (OS1)
- після 4 року навчання у реальній школі — на 4-й навчальний рік гімназії (OS1)

Починаючи з першого класу гімназії (US1), учні вивчають релігієзнавство, географію та історію, німецьку мову, інформатику, техніку та рукоділля, мистецтво, музику, фізичне виховання та математику. Починаючи з другого класу (US2), учні починають вивчати англійську та французьку мови. У третьому класі (US3) до навчальної програми також додається латинська мова. Крім того, один раз на тиждень проводяться уроки з «життєвих навичок» (нім. Lebenskunde).
Окрім цих предметів учень може обрати додаткові, залежно від особистих вподобань.

### Вищий рівень
Вищий рівень (старша школа) гімназії (нім. Oberstufe) складається із чотирьох класів, які відповідають підрівням OS1, OS2, OS3 та OS4. Навчаючись на вищому рівні, учні повинні обрати для себе один із п'яти напрямів підготовки:
- латина (Lingua)
- сучасні мови
- мистецтво, музика та педагогіка
- економіка і право
- математика та природничі науки

Впродовж навчального дня учні, окрім занять із базових предметів, відвідують також додаткові заняття із тих предметів, які вони для себе обрали (відповідно до напряму підготовки). До основних предметів належать англійська, німецька та французька мови, математика, фізика та фізичне виховання. На OS3 і OS4, учні додатково обирають елективні курси для подальшого підвищення їх спеціалізації.
Деякі предмети викладаються лише в окремих класах:
- OS1: Біологія, економіка та право, історія, мистецтво, музика, релігійна освіта та етика
- OS2: Біологія, хімія, географія, історія, мистецтво або музика, релігійна освіта та етика
- OS3: Біологія, хімія, географія, мистецтво або музика, філософія
- OS4: Географія, економіка та право, історія, релігійна освіта та етика, філософія

## Матура
Для успішного закінчення останнього класу гімназії (OS4) та отримання атестату зрілості (нім. Matura), учні повинні отримати позитивні оцінки з двох фахових робіт. Письмові іспити складаються з таких дисциплін:
- Німецька мова
- Англійська мова
- Французька мова
- Математика

Усні іспити складаються з дисциплін: німецька мова, філософія, релігійна освіта, етика або історія, математика, біологія, фізика, хімія, географія, економіка та право, англійська, французька, італійська, іспанська мови та латина, а також з предмету за вибором учня.

## Відомі випускники
- Адріан Гаслер — прем'єр-міністр Ліхтенштейну